# Culinária da Nigéria

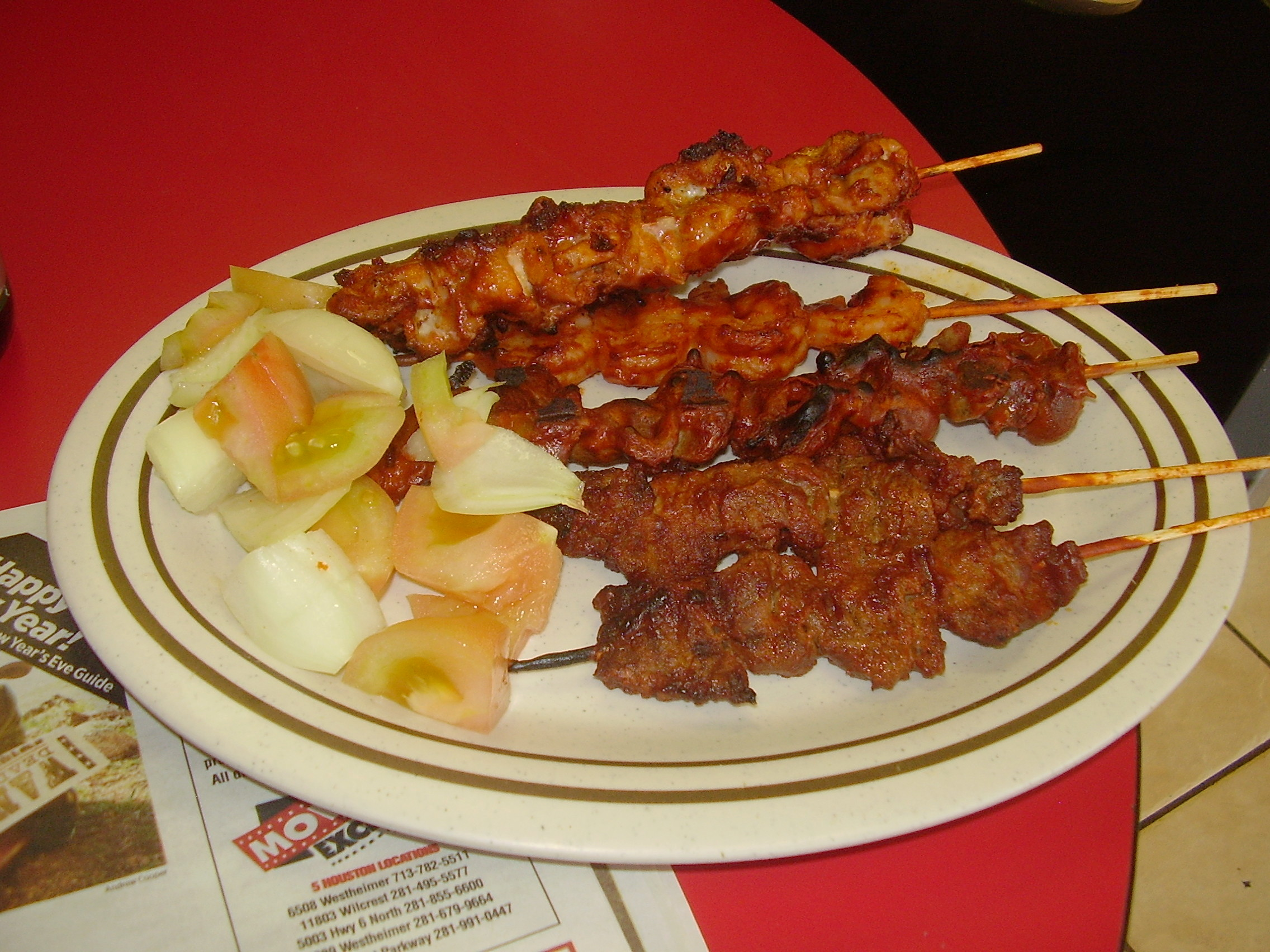
Variedades de suya

Localização da Nigéria

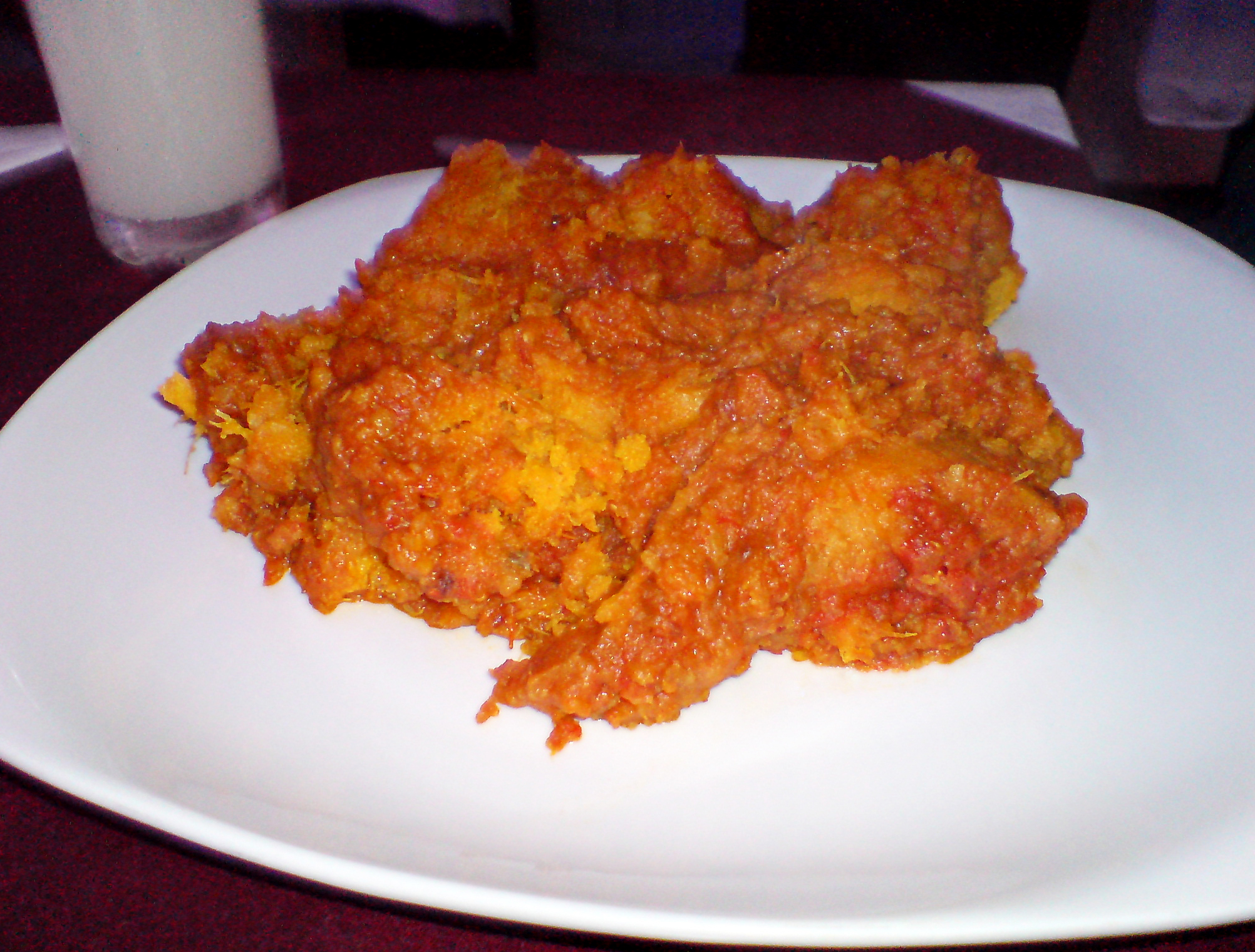
Um prato de sopa / mingau de inhame

A culinária nigeriana consiste em pratos ou alimentos das centenas de grupos étnicos que compõem a Nigéria. Como outras cozinhas da África Ocidental, ele usa especiarias e ervas com óleo de palma ou amendoim para criar molhos e sopas de sabor profundo. Os banquetes nigerianos são coloridos e luxuosos, enquanto o mercado de aromáticos e os lanches à beira da estrada cozidos em churrasco ou fritos no óleo são abundantes e variados. A carne de caça também é consumida na Nigéria. O porco-espinho-de-cauda-escova e os ratos-cana são as espécies mais populares de carne de caça na Nigéria. Frutas tropicais como abacaxi, coco, banana e manga são consumidas na maioria das vezes. A culinária nigeriana, como muitas outras da África Ocidental, é conhecida por ser picante.

## Entradas

### À base de arroz
- O arroz de coco é um arroz feito com leite de coco.
- O arroz Jollof é um prato de arroz feito com purê de tomate e molho à base de scotch bonnets
- O arroz frito é normalmente misturado com uma variedade de ovos, vegetais, carne, aves ou camarões.
- O patê nigeriano é feito com milho seco moído, arroz ou acha Principalmente combinado com vegetais (espinafre), tomate, cebola, pimentão, ovos de jardim, alfarroba, amendoim, Biscuit Bones e carne picada são comuns no noroeste da Nigéria, como Kano, Kaduna, Nassarawa e Plateau
- Tuwo masara é um prato de farinha de milho comido no norte da Nigéria.
- Tuwo shinkafa, pudim de arroz grosso geralmente comido com "miyan kuka" (uma sopa grossa) e ensopado de carne de cabra ou miyan taushe, um guisado de abóbora feito com espinafre, carne (geralmente de cabra ou carneiro) e peixe defumado. É servido principalmente na parte norte do país.
- Arroz branco estrangeiro e o arroz local são servidos com guisados de pimenta locais e molhos de diferentes tribos. É amplamente servido com um ensopado espesso à base de tomate e pimenta.
- O arroz Banga [4] é uma receita tradicional de arroz nigeriano feito de noz de dendê e arroz. É muito comum no sul (estado do Delta) e no leste do país.

### À base de feijão
- Akara
- Gbegiri (um guisado à base de feijão do sudoeste da Nigéria)
- Moi moi
- Ekuru
- Ewa Aganyin
- Kiyaru Batonu, no estado de Kwara
- Okpa (feito de farinha de nozes Bambara no sudeste da Nigéria)
- Adalu (feijão e milho)

## Carne

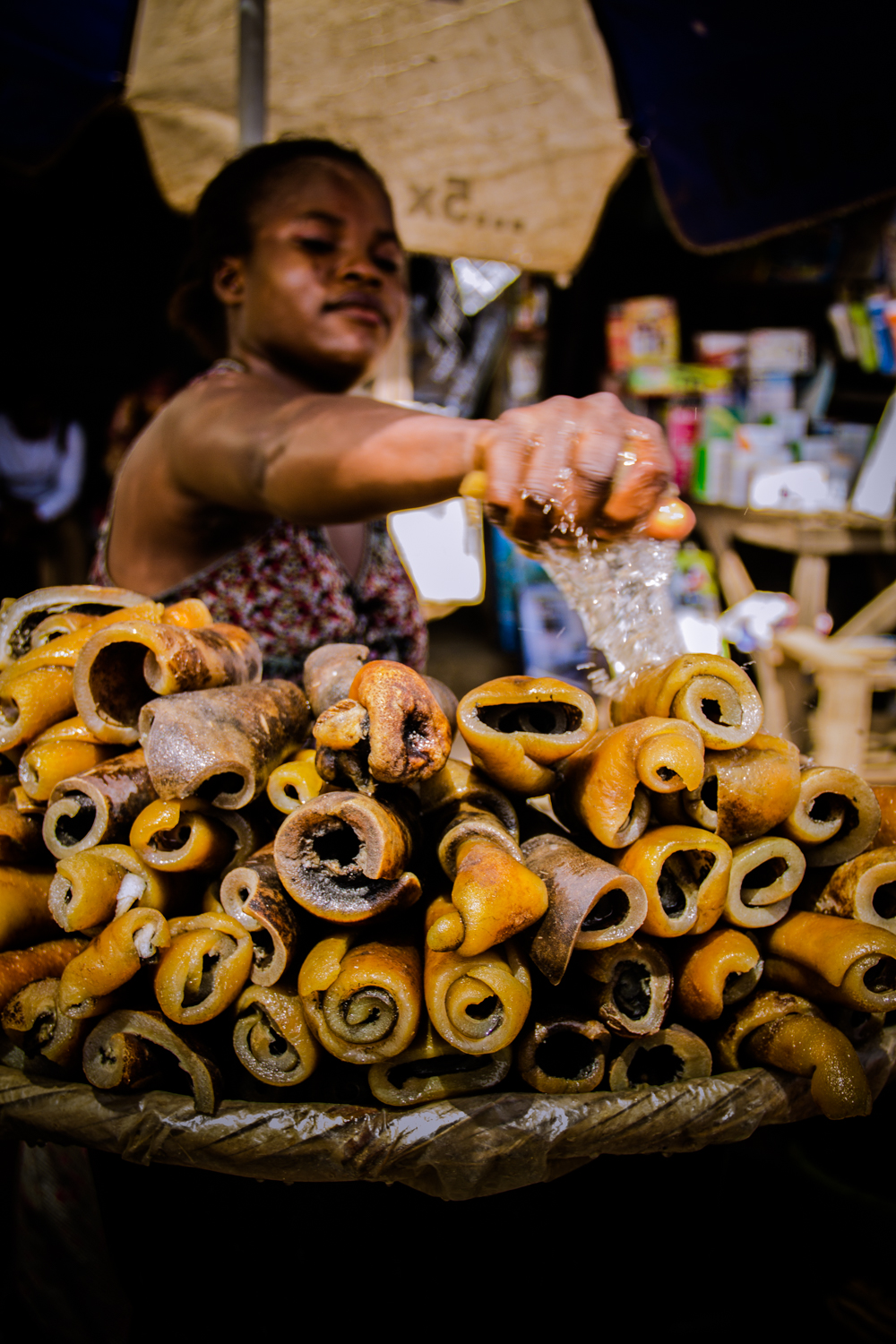
Mulher vendendo ponmo (pele de vaca)

A carne é usada na maioria dos pratos nigerianos.
- Suya, do norte da Nigéria, é carne grelhada coberta com pimenta malagueta moída, amendoim em pó e outras especiarias locais. É preparado no estilo churrasco no palito. Esta é uma das iguarias mais famosas da Nigéria e pode ser encontrada facilmente em todo o país.[5]
- Tsire se refere especificamente à carne que tem uma camada generosa de amendoim / pimenta em pó.[6] A carne pode ou não estar no espeto.
- O Kilishi, semelhante ao Beef Jerky, é feito de carne que foi cortada em fatias muito finas, que são depois espalhadas para desidratar. Uma preparação de pimenta malagueta, especiarias e ervas locais é então preparada em uma pasta que é pincelada levemente em ambos os lados. Isso é então brevemente grelhado.
- Balangu se refere à carne grelhada em fogo de lenha / carvão. Especificamente, nenhum tempero é aplicado para realçar o sabor natural do tipo particular de carne que pode ser cabra, carneiro ou bovino. Sal e especiarias podem ser adicionados mais tarde, de acordo com o gosto. A maioria dessas iguarias carnudas são hauçá-fulas.[7]
- Nkwobi consiste em pernas de vaca cozidas cobertas com um molho espesso e picante de azeite de dendê; um prato clássico originário do sudeste da Nigéria.[8]
- Asun é uma cabra assada picante picada em pedaços pequenos, com sabores aromáticos ousados de cebola, habanero, alho e pimentão.[9] Nativo dos ondos, que falam iorubá, na Nigéria Ocidental.

## Sopas e ensopados
- A sopa Banga é feita de nozes de palmeira e consumida principalmente nas partes sul e centro-oeste[10] da Nigéria.
- Ofe akwu também é feito de nozes de palma, mas é mais preparado como um guisado para ser comido com arroz[11] .
- Miyan kuka, muito comum entre os hauçás, é feito de folhas de baobá em pó e quiabo seco.
- Miyan yakuwa é uma famosa sopa hauçá.
- Ayamase é um guisado feito com a mistura de vários scotch bonnets verdes ou vermelhos/ molhos de pimenta.
- A sopa de ewedu, popular entre o povo iorubá do sudoeste da Nigéria, é composta por folhas de juta cozidas em purê com um liquidificador ou dispositivo especial.
- Margi especial, é popularmente comum na parte nordeste dos estados da Nigéria, Borno, Adamawa e Yobe. A sopa originária do povo Margi que vive nas zonas ribeirinhas surgiu com esta deliciosa iguaria. É preparado com peixe fresco de qualquer tipo, soreal africano (yakuwa em hauçá ou omblanji em Margi).
- Edikang-ikong é uma sopa de vegetais feita de folhas de Ugu (abóbora) e folha d'água que se originou com os povos anangues, ibibios e efiques.
- Gbegiri é um ensopado à base de feijão do sudoeste da Nigéria.[12]
- A sopa de pimenta é uma sopa leve feita com uma mistura de carne e peixe com ervas e especiarias. Esta é uma das poucas sopas da culinária nigeriana que pode ser comida sozinha e não é usada como molho para um prato principal com carboidratos, como fufu ou inhame moído.[5] Também pode ser feito com noz-moscada e pimenta. Pode ser guarnecido com peixes, carnes bovina, caprina ou frango. A sopa de pimenta é frequentemente um aperitivo em reuniões oficiais, no entanto, é consumida também à noite em pubs e reuniões sociais.
- Afang é uma sopa de vegetais que se originou com os efiques, Ibibios e anangues no sudeste da Nigéria.
- A sopa de milho, também conhecida localmente como omi ukpoka, é feita com milho seco moído e misturada com peixe defumado. É um alimento comum entre os Afemai, especialmente as pessoas de Agenebode, no norte do estado de Edo.
- Sopa derramada (ou okoroenyeribe) é feita a partir de sementes de quiabo ou ogbono cozidas até engrossar.
- Sopa Atama é uma sopa de amêndoa de dendê
- Efo riro / Efo elegusi, um guisado feito com vegetais folhosos, pimenta, óleo de palma e outros ingredientes que é comum entre os iorubás.
- A sopa Egusi é engrossada com sementes de melão moídas e contém vegetais folhosos e e de outros tipos, além de temperos e carne.  Muitas vezes, é comido com pratos como amala, inhame moído (iyan), fufu, e etc.
- Miyan taushe, Uma ótima mistura de folhas de amendoim e abóbora com especiarias, Dawadawa (ou Iru) e cubos de tempero. É melhor apreciado com Tuwo Shinkafa (espécie de pudim).

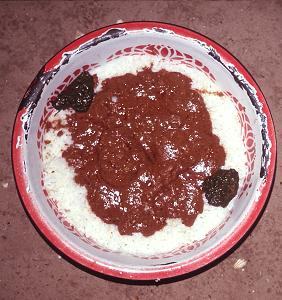
Mafê

- Maafe, um guisado feito com amendoim (amendoim local), tomate e cebola como base, pode ser infinitamente variado com frango, carne ou peixe, e diferentes vegetais folhosos para sabores sutis. O ensopado de amendoim é feito com amendoim seco moído e vegetais, peixe, carne, temperos locais e óleo de palma pelo povo Etsakor no estado de Edo.
- Guisado de arroz, semelhante ao Maafe, é um guisado feito de cabra, carne ou frango e cozido com tomate, cebola e pimenta.
- A sopa de ogbono é feita com sementes de ogbono moídas, com folhas verdes, outros vegetais, temperos e carne. O ogbono também é comido com muitos pratos semelhantes ao inhame, amala, fufu, etc.
- Sopa branca, também chamada de ofe nsala, feita com folhas de utazi.
- Sopa de Ewuro (ofe onugbu)

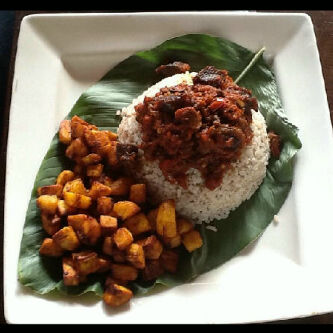
Arroz ofada servido em estilo tradicional com banana frita e carne

- O guisado de Ofada é um ensopado à base de óleo de palma, popular no oeste da Nigéria. É feito com óleo de palma, pimenta verde e tomate, carne bovina, tripa, pele de vaca e alfarroba. É um cozido para arroz ofada local, também conhecido como arroz integral. Geralmente é servido em euê (folhas planas e largas). Para fazer o ensopado, primeiro o óleo de palma é branqueado até ficar ralo e depois usado para cozinhar alfarroba. Uma mistura de pimentas e tomates é adicionada, depois a carne, e é cozida por 10-15 minutos.
- Sopa de amendoim
- Sopa de ora (oha)
- Edo Esan (sopa preta)
- Ofe Owerri
- Sopa de acara encontrada principalmente no estado de Abia, Ndiwo, Itumbauzo.
- Pratos de cobra, esquilo, coelho e cachorro selvagem são usados por alguns nigerianos para preparar sopas e ensopados

## Acompanhamentos

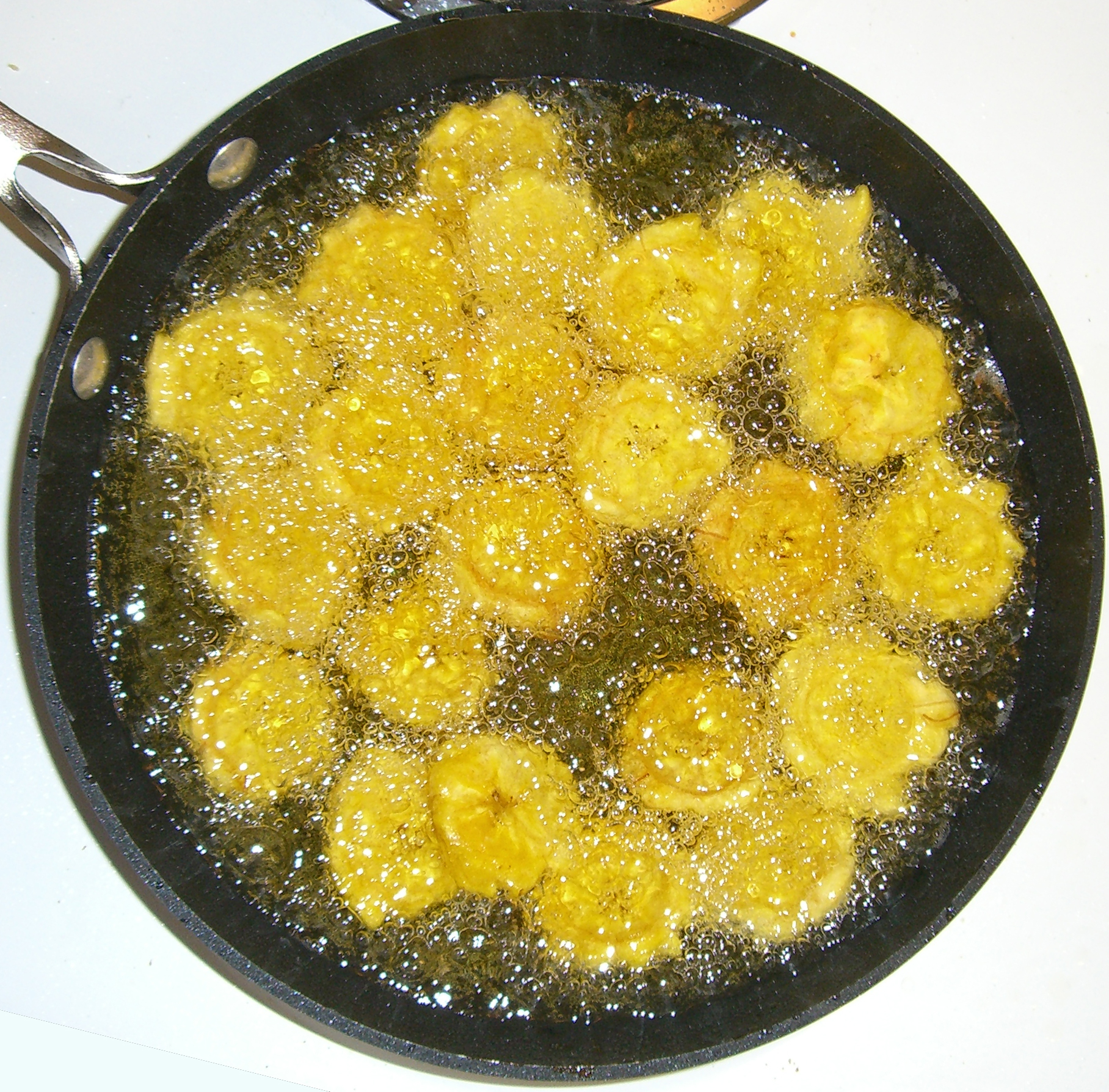
Dodo (banana-da-terra frita)

- Dodo é um acompanhamento de banana-da-terra frita em óleo vegetal ou de palma, de preferência feito com bananas-da-terra maduras.[5]
- Funkaso, panquecas de painço
- Mosa, milho fermentado moído em uma pasta grossa, frito e polvilhado com açúcar. É um gosto adquirido. Uma forma alternativa, feita com banana-da-terra muito macia, é amassada até formar uma pasta, misturada com pimenta-do-reino seca, frita e polvilhada com açúcar.

## Pudins, pastas e mingaus
- Moin moin é um saboroso pudim de feijão cozido no vapor feito de uma mistura de feijão-fradinho descascado e envolto em uma folha (como uma folha de bananeira).
- Pudim de banana-da-terra comumente conhecido como okpo ogede.
- Pudim de milho conhecido localmente como okpo oka.[5]

### Baseado em inhame

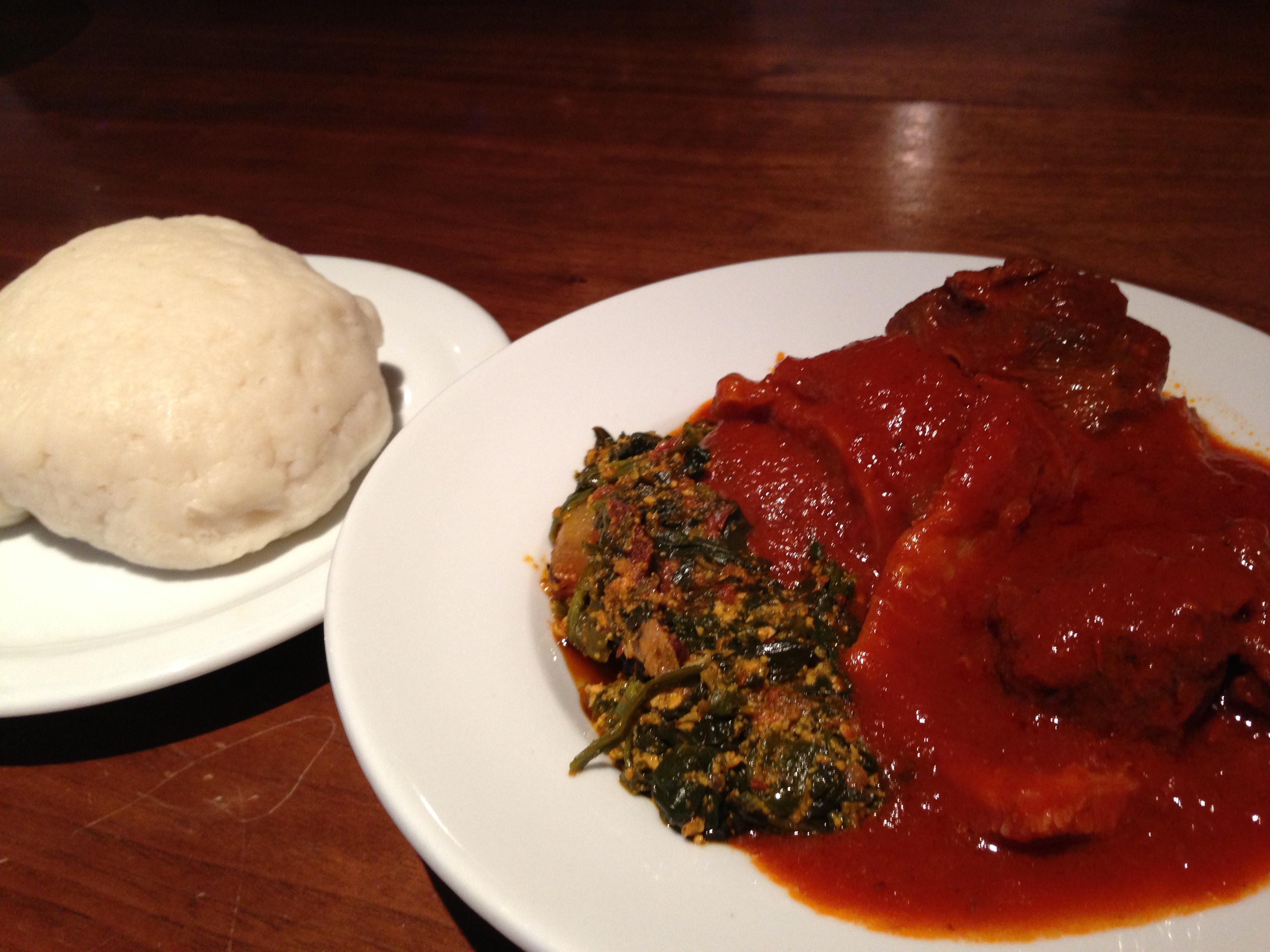
Um Prato de Inhame Batido (Iyan) e Sopa Egusi com Ensopado de Tomate

- Iyan, chamado de "inhame socado" em inglês, é semelhante ao purê de batata, mas todo o purê é completamente liso, sem pedaços.[5]
- Amala (ou aririguzofranca) é uma pasta espessa feita de inhame, que foi descascada, limpa, seca e então misturada de forma semelhante a iyan, mas normalmente de cor mais escura (marrom).
- Mingau de inhame é uma refeição caseira local, popular principalmente entre as partes leste e sul do povo nigeriano. O asaro, também conhecido como mingau de inhame, é um prato popular da Nigéria, comum na região oeste. O método de preparação difere com variações geralmente baseadas no gosto, preferência e preço acessível. É feito fervendo e amassando levemente o inhame em um molho rico de tomate, pimenta e pimenta vermelha grande com óleo de palma ou óleo vegetal. Pode ser guarnecido com peixes, carnes ou lagostins conforme desejado.
- Ebiripo, este prato é mais comum entre o povo Remo no sudoeste da Nigéria, é feito ralando taro até formar uma pasta. Sal e óleo de amendoim são adicionados a gosto e preenchidos com folhas feitas em conchas, antes de ferver. Geralmente, comido com sopas como Efo Riro ou Efo Elegusi.
- Icocorê, também conhecido como Ifocorê, é um prato popular nas áreas de Ijebu, no sudoeste da Nigéria. É semelhante ao Asaro na preparação, mas o Inhame-da-Água (Dioscorea alata) é usado em vez do Inhame comum. O Inhame-da-Água, denominado 'Isu Ewura' em iorubá, é ralado e alguns pedaços deixados sem ralar e cozidos com uma mistura de pimenta, óleo de palma, peixe e outros condimentos.

### À base de mandioca
- Eba, também chamada de garri, é uma pasta muito grossa, que pode ser enrolada em bolas ou servida como amalá, feita com a mandioca.[5]
- Fufu, um prato básico na Nigéria e na maior parte da África Ocidental.
- Lafun é basicamente como amalá, mas muito mais claro na cor e feito de mandioca. Não deve ser confundido com iyan; tem gosto e cheiro totalmente diferentes do iyan à base de inhame.

## Café da manhã
- Masa é originária do norte e é consumida tanto no almoço quanto no café da manhã. O arroz é embebido e depois moído. É adicionado iogurte, formando uma pasta espessa, e deixado para fermentar ou levedar e adicionar açúcar a gosto. Derramada em formas de argila e aquecida por baixo, uma espátula é usada para virar e arrancar a massa da forma. É tradicionalmente servido com miyan taushe ou mel.
- O Sinasir é um masa em formato plano, feito simplesmente derramar a pasta de arroz preparada em uma frigideira, evitando assim a necessidade de virá-lo como seria necessário com a receita referida. Este é um alimento predominantemente hauçá.
- Alkubus é o pão hauçá-fula feito com trigo, farinha, fermento e água, colocado em formas e cozido no vapor. É servido com Miyan taushe
- Inhames, com ensopado vermelho ou ovos mexidos, com tomate picado e cebola.
- Ogi / Akamu é o pudim de milho comum na Nigéria, denominado Ogi pelos Yorubas e Akamu pelos Igbos.

## Lanches
- Chin Chin são melhor descritos como biscoitos fritos em cubos feitos de farinha de trigo, ovos e manteiga.
- Puff-Puff, bolinhas de massa doce frita
- Akara é um beignet de uma massa à base de feijão fradinho. Às vezes é servido no café da manhã.
- Alkaki, feito de trigo e pasta de açúcar
- Kuli-Kuli, feito de amendoim moído.
- Kokoro é um lanche seco frito feito de milho e garri (mandioca). Existem dois tipos diferentes.
- Torta de carne, carne bovina e vegetais em uma caixa de pastelaria.
- Wara, queijo cottage macio feito de leite de vaca fresco.
- Bananas-da-terra fritas são salgadinhos crocantes ou doces da Nigéria, feitos com bananas-da-terra maduras ou verdes e fritos em óleo vegetal
- Docinho de coco
- Dundu, fatias de inhame torradas ou fritas. Pode ser frito em óleo de palma ou óleo vegetal; água é adicionada para amolecer o inhame enquanto ele cozinha. O Dundu costuma ser comido com um molho feito de amendoim ou óleo de palma, tomate, pimenta e temperos.[13]
- Ojojo é um beignet feito de batata doce ralado / moído (Dioscorea alata). Pimentas, cebolas e temperos são misturados com o Inhame-da-Água ralado antes de serem fritos. Water Yam é conhecido como 'Isu Ewura' no sudoeste da Nigéria.

## Bebidas

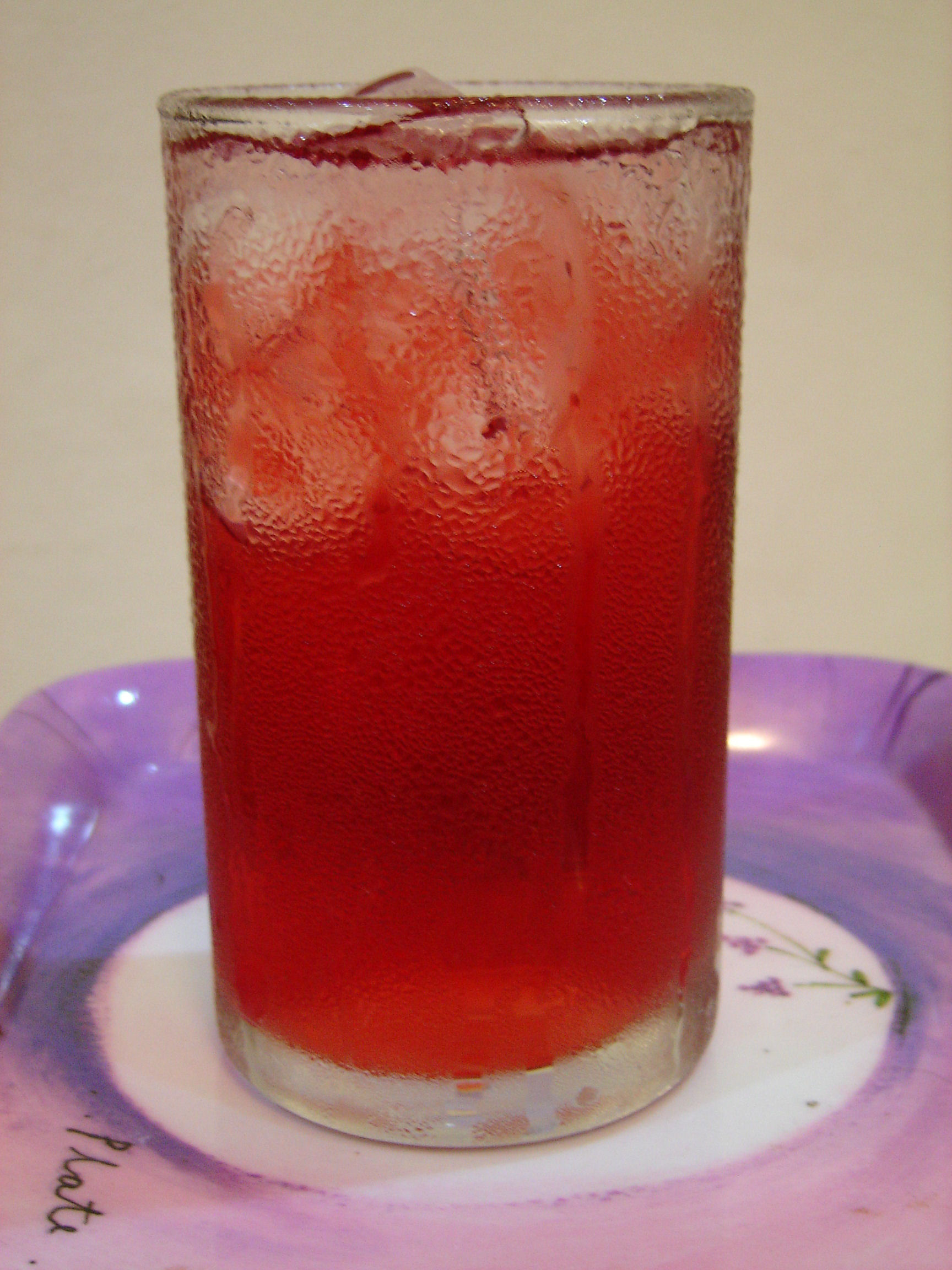
Zobo

- Kunu é uma bebida popular feita de painço, sorgo ou milho .
- Fura é uma bebida popular, especialmente no norte da Nigéria, feita de painço ou sorgo cozido e amassado com um pouco de leite de vaca.
- Vinho de palma, que pode ser destilado em ogogoro.
- Zobo (folha de hibisco) é uma bebida feita de suco de rosela (os Yorubas chamam a variedade branca de Isapa)
- O leite de soja é uma bebida feita de soja umedecida, moída e peneirada.